# Ian James Rush
Ian James Rush, MBE (20 d'octubre 1961) és un exfutbolista gal·lès que jugava de davanter.

## Trajectòria
Va ser un gran golejador, fet que demostren alguns dels rècords que encara manté, entre ells ser el màxim golejador de la història del Liverpool FC amb 346 gols, ser el màxim golejador de la història de la selecció gal·lesa amb 28 o ser el segon màxim golejador de la FA Cup amb 44 gols (39 pel Liverpool, 4 pel Chester City, 1 pel Newcastle United), només superat per Henry "Harry" Cursham del Notts County, que en marcà 49 entre 1877 i 1888.
El seu gran club fou el Liverpool FC. La primera etapa en aquest club la visqué entre els anys 1980 i 1987. Les seves brillants actuacions el portaren a fitxar per la Juventus, però no destacà i un any més tard fou recomprat pel Liverpool on visqué una segona etapa entre els anys 1987 i 1988. A més d'aquests dos clubs, Rush defensà els colors de Chester, Leeds United, Newcastle United, Sheffield United i Wrexham retirant-se el 1999.
Rush debutà amb la selecció el 21 de maig de 1980. Marcà 28 gols en 73 partits. Malauradament mai es classificà per un gran torneig.
Un cop retirat continuà lligat al món del futbol. Fou entrenador de davanters al Liverpool de Gerard Houllier el 2003, i fou primer entrenador del Chester City el 2004–2005.
El 1998 fou escollit per la Football League a la llista de les 100 llegendes del futbol anglès.

## Distincions
- 1983 Futbolista jove de l'any de la PFA
- 1984 Futbolista de l'any de la PFA
- 1984 Futbolista de l'any de la FWA
- 1984 Bota d'or europea